# Tetrapanax papyriferum
Tetrapanax papyriferum je vednozeleno drevo iz družine bršljanovk, ki je samonikla na južnem Kitajskem in na Tajvanu.

## Opis
V naravi to drevo lahko zraste do 9 m visoko, gojeno pa le med 3 in 6 m. Veliki, dlanasto deljeni listi rastejo na 40-60 cm dolgih pecljih. Posamezen list je z globokimi zarezami razdeljen na 5 do 11 ploskev, ki so na koncu deljeni v obliki črke Y. V premeru imajo listi med 30 in 50 cm. Cvetovi so beli, zbrani pa so v pakobulih, ki lahko v dolžino dosežejo tudi do 1 m. Posamezni cvetovi imajo od 4 do 5 cvetnih listov. Mladi deli stebla in mlade veje so prekrite z belimi dlačicami.

## Razširjenost in uporabnost
To drevo je danes razširjeno tudi izven meja svoje prvotne domovine, najpogosteje pa jo gojijo v tropskih delih Kitajske, kjer iz stržena debel in vej pridobivajo tako imenovan rižev papir. Drevo se v naravi razmnožuje s semeni, gojena drevesa pa vzgajajo iz potaknjencev.